# Eduardo Vargas
Eduardo Jesús „Edu” Vargas Rojas (ur. 20 listopada 1989 w Santiago) – chilijski piłkarz, występujący na pozycji napastnika w brazylijskim klubie Atlético Mineiro oraz w reprezentacji Chile.
Złoty medalista Copa América 2015 i 2016, uczestnik Mistrzostw Świata 2014 oraz Copa América 2019 i 2021.

## Kariera piłkarska
W styczniu 2010 podpisał kontrakt z Universidad de Chile, które zapłaciło za niego 750 tysięcy dolarów. W grudniu 2011 został wybrany najlepszym piłkarzem roku w Chile.
Pod koniec 2011 SSC Napoli kupiło go za 18 milionów dolarów. 9 stycznia 2012 podpisał kontrakt. 20 września tego samego roku zadebiutował w barwach Napoli i trafił hat-tricka.
17 stycznia 2013 Grêmio wypożyczyło Vargasa na 12 miesięcy, płacąc Napoli 2,1 miliona dolarów. 23 stycznia 2014 ponownie został wypożyczony, tym razem do Valencii. Latem 2014 wypożyczono go do Queens Park Rangers.

## Sukcesy

### Universidad de Chile
- Mistrzostwo Chile: Apertura 2011, Clausura 2011
- Copa Sudamericana: 2011

### Napoli
- Puchar Włoch: 2011/2012

### Tigres UANL
- Mistrzostwo Meksyku: 2017 Apertura, 2019 Clausura
- Campeón de Campeones: 2017, 2018
- Campeones Cup: 2018

### Atlético Mineiro
- Mistrzostwo Brazylii: 2021
- Copa do Brasil: 2021
- Campeonato Mineiro: 2021, 2022, 2023
- Supercopa do Brasil: 2022

### Reprezentacyjne
- Copa América: 2015, 2016
- 2. miejsce w Pucharze Konfederacji: 2017

### Indywidualne
- Król strzelców Copa América: 2015 (4 gole), 2016 (6 goli)